# William Watson Goodwin
William Watson Goodwin (Concord, Massachusetts, 9 mei 1831 –  Cambridge, Massachusetts, 15 juni 1912) was een Amerikaanse classicus en hoogleraar Grieks aan Harvard University.
Hij werd geboren als zoon van Hersey Bradford Goodwin en Lucrettia Watson en studeerde van 1847 tot 1851 aan Harvard College. Twee jaar na zijn afstuderen vertrok hij naar Europa om aan diverse Duitse universiteiten te studeren. In 1855 studeerde hij af aan de universiteit van Göttingen. Hierna maakte hij reizen naar Italië en Griekenland.
Goodwin kreeg in 1856 een aanstelling aan Harvard. Vier jaar later kreeg hij de leerstoel Griekse Literatuur toegewezen.
Naast zijn werk in Amerika was hij ook directeur van de American School of Classical Studies in Athene (1882-1883). Verder schreef hij diverse boeken over Griekse grammatica en literatuur. 